# Toranosuke Takagi
Toranosuke Takagi (Shizuoka, Japón, 12 de febrero de 1974), también conocido como Tora Takagi es un expiloto japonés de automovilismo. Corrió en las escuderías Tyrrell y Arrows en Fórmula 1 entre 1998 y 1999.

## Carrera deportiva
De 1987 a 1991 corrió go-karts en Japón. En 1992 participó en la Fórmula Toyota.
De 1993 a 1995 corrió en la Fórmula 3 Japonesa. En 1996 terminó en cuarto lugar en la Fórmula Nippon con dos victorias. En 1997 fue piloto de pruebas en Tyrrell de Fórmula 1. Terminó sexto en la Fórmula Nippon con una victoria.
En 1998 debutó en la Fórmula 1 con el equipo Tyrrell, impresionó con su manera agresiva de arrancar las carreras. Sus mejores resultados fueron dos novenos puestos en Italia e Inglaterra.
En 1999 corrió su última temporada de Fórmula 1 para el equipo Arrows. Las razones de la sustitución del reputado Mika Salo por Takagi eran económicas. El japonés aportaba cerca de 1000 millones de pesetas de su patrocinador personal. Su mejor resultado fue un séptimo lugar en Australia. 
En el año 2000 se coronó campeón de la Fórmula Nippon con ocho victorias en el equipo del expiloto de F1 Satoru Nakajima. En 2001 debutó en la CART con el equipo Walker y el apoyo de Toyota. En 2002 corrió su segunda temporada en CART en donde consigue el décimo quinto lugar del campeonato. Su mejor resultado fue un cuarto lugar en Chicago.
En 2003 debuta en la IndyCar Series y obtiene el décimo lugar del campeonato, terminando dentro de los diez primeros lugares en nueve carreras, incluyendo un podio. Fue reconocido como el novato del año. Repitió en 2004, aunque no logró un rendimiento tan bueno.

## Resultados

### Fórmula 1
(Clave) (negrita indica pole position) (cursiva indica vuelta rápida)

| Año     | Escudería             | 1       | 2       | 3       | 4       | 5      | 6       | 7       | 8       | 9       | 10      | 11      | 12      | 13      | 14      | 15      | 16      | Pos. | Puntos |
| ------- | --------------------- | ------- | ------- | ------- | ------- | ------ | ------- | ------- | ------- | ------- | ------- | ------- | ------- | ------- | ------- | ------- | ------- | ---- | ------ |
| 1998    | PIAA Tyrrell Ford     | AUS Ret | BRA Ret | ARG 12  | SMR Ret | ESP 13 | MON 11  | CAN Ret | FRA Ret | GBR 9   | AUT Ret | GER 13  | HUN 14  | BEL Ret | ITA 9   | LUX 16  | JPN Ret | 21.º | 0      |
| 1999    | Repsol Arrows F1 Team | AUS 7   | BRA 8   | SMR Ret | MON Ret | ESP 12 | CAN Ret | FRA DSQ | GBR 16  | AUT Ret | GER Ret | HUN Ret | BEL Ret | ITA Ret | EUR Ret | MYS Ret | JPN Ret | 20.º | 0      |
| Fuente: |                       |         |         |         |         |        |         |         |         |         |         |         |         |         |         |         |         |      |        |